# Alexander von Schönburg
 Alexander Maria Constantin Pius Johannes von Schönburg (Viena, Áustria, 11 de março de 1959) é um publicitário brasileiro. Descendente de nobres linhagens da Saxônia (Schönburg-Hartenstein), é parente distante da Rainha Beatriz dos Países Baixos (o bisavô de seu bisavô, é também bisavô da bisavó da Rainha).

## Biografia
Trabalhou para a Grey Global Group em Nova York, chegando a ser o mais jovem vice-presidente da rede norte-americana aos 26 anos. Foi enviado ao Peru, México, Miami, Canadá antes de regressar ao Brasil e abrir sua própria empresa, que se transformou posteriormente na TBWA Worldwide do Brasil.
Foi sócio da agência alemã Cayenne, e atualmente é sócio da agência de AG 407. É casado com Selma Navarro, com quem tem 2 filhos.